# 20360 Holsapple
20360 Holsapple (1998 JO2) là một tiểu hành tinh vành đai chính được phát hiện ngày 1 tháng 5 năm 1998 bởi Dự án nghiên cứu tiểu hành tinh gần Trái Đất Lowell ở Trạm Anderson Mesa. Nó được đặt theo tên kỹ sư chuyên nghiệp ở Đại học Washington, Keith A. Holsapple.